# Château de Filattiera
Le château de Filattiera (en italien : Castello di Filattiera), est une imposante fortification de style Renaissance située dans le hameau de Gragnola, une frazione de la commune d'Aulla, dans la province de Massa-Carrara en Toscane,.
Il a été construit pour défendre la plaine du fleuve Magra et la Via Francigena, dans la région historique de la Lunigiana. Il a appartenu à l'une des branches de la Malaspina dello Spino Fiorito.

## Historique
Le château de Filattiera, situé juste à l'entrée du centre historique, a été construit à l'initiative de la famille Malaspina dans la seconde moitié du XIVe siècle, comme résidence au sein du village. Cette forteresse en pierre remplace l'ancien château San Giorgio du XIIIe siècle dont il ne reste que la tour et l'église.
Rénovées au XVe siècle, les douves entourant le château furent ensuite comblées et transformées en jardin. À l'intérieur du bâtiment se trouvent trois grandes salles d'origine médiévale avec des voûtes en berceau. 
Les remparts de la ville, qui intègrent des traces de constructions antérieures, sont encore en partie visibles, ainsi que ceux de certaines tours médiévales. Le bâtiment a été considérablement modifié au cours des deux derniers siècles et transformé en palais résidentiel. C'est une résidence privée qui est visitable sur réservation.

## Galerie

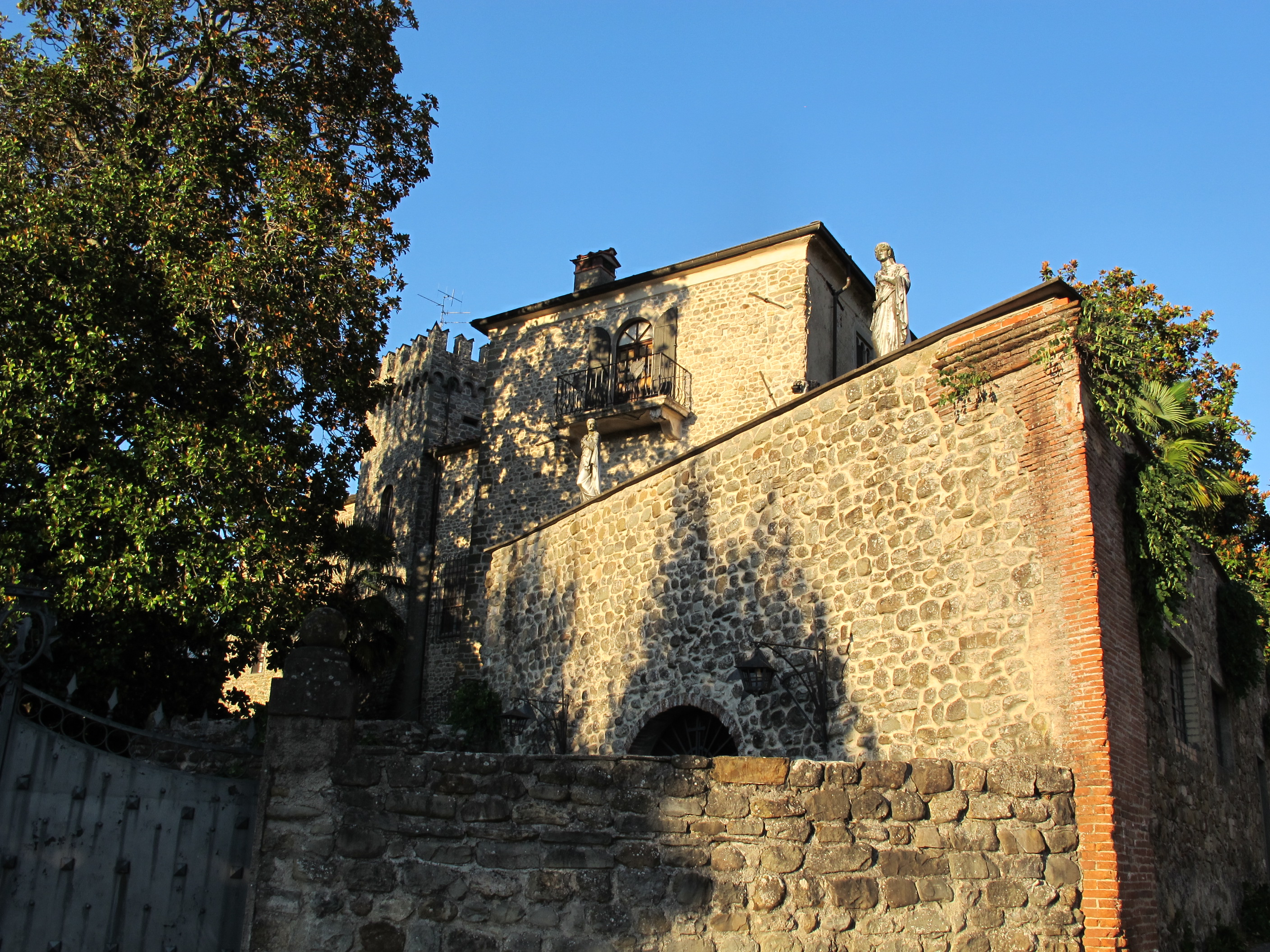
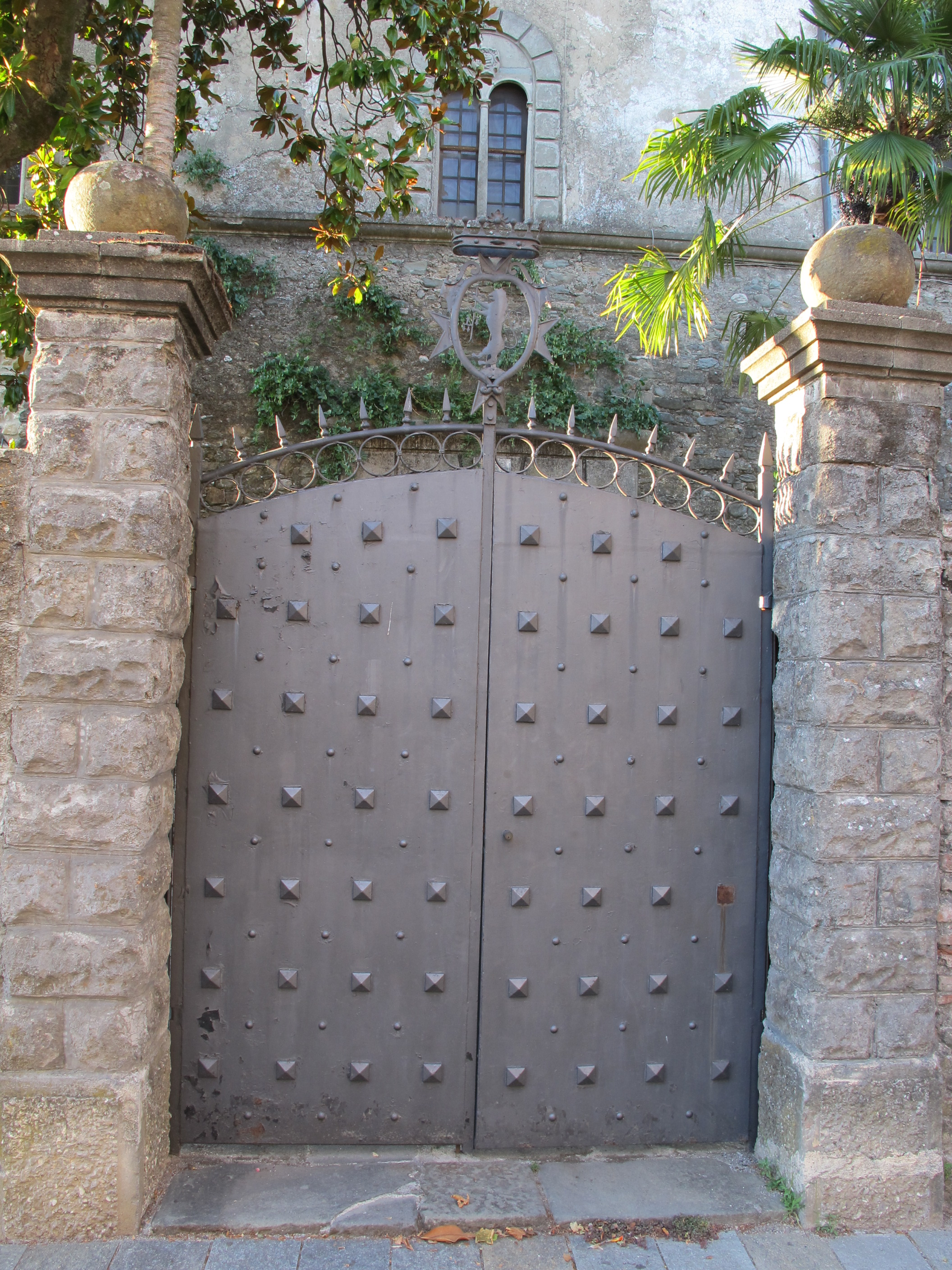